# David Starbrook
David Starbrook (n. 9 august 1945, Greater London, Anglia, Regatul Unit) este un judocan ce a reprezentat Regatul Unit al Marii Britanii și al Irlandei de Nord, medaliat olimpic. A participat la 2 ediții ale Jocurilor Olimpice (1972, 1976) în care a câștigat o medalie de argint.